# Lilou Wadoux
Lilou Wadoux (Amiens, 10 aprile 2001) è una pilota automobilistica francese, dal 2023 fa parte dei piloti GT della Ferrari.

## Carriera

La Oreca 07 di Wadoux alla 24 Ore di Le Mans 2022

Inizia a correre in kart all'età di 14 anni, nel 2019 ha la possibilità di partecipare con la Peugeot 308 TCR del team francese JSB Competition ai primi tre round della TCR Europe Touring Car. Lo stesso anno partecipa a due round della Clio Cup France.
Nel 2020 si unisce al team Autosport GP per partecipare alla Alpine Elf Europa Cup nella categoria junior. Conclude settima in classifica collezionando 65 punti.
Nel 2021, come nella stagione precedente, continua il suo impegno con il team Autosport GP nella serie francese. Nella sua seconda stagione dimostra ottimi progressi, sale otto volte sul podio e riesce a vincere la sua prima gara sul circuito di Algarve. Chiude il campionato al terzo posto con 155 punti.
Durante la 24 Ore di Le Mans 2021 partecipa insieme a Fernando Alonso, Esteban Ocon e altri piloti alla parata organizzata dalla Alpine. In seguito partecipa alla Porsche Sprint Challenge France, dove domina il secondo round. A seguito di questa ottima prestazione, viene invitata a partecipare al rookie test del Campionato del mondo endurance con il team francese Richard Mille Racing. Sul circuito del Bahrein testa per la prima volta una Oreca 07.
Nel 2022, dopo aver ottenuto ottimi risultati nei test Rookie, il team Richard Mille Racing ufficializza la presenza di Wadoux nell'equipaggio a guida della Oreca 07 numero 1 per il Campionato del mondo endurance. A fine gennaio il team conferma il resto dell'equipaggio, Charles Milesi e l'otto volte campione del mondo di rally Sébastien Ogier si uniscono a Wadoux. Dopo la 24 Ore di Le Mans, Ogier viene sostituito da Paul-Loup Chatin. Visti gli ottimi risultati ottenuti nel suo primo anno nel WEC, Wadoux viene selezionata per i rookie test ufficiali, dove ha la possibilità di guidare la Toyota GR010 Hybrid, vincitrice della classe Hypercar.
Nel gennaio del 2023 viene ingaggiata dalla Ferrari e inserita tra i piloti Competizioni GT; la giovane francese porterà in pista la Ferrari 488 GTE Evo numero 83 del team AF Corse-Richard Mille nel WEC. L'equipaggio composto della pilota francese con Luis Perez Companc e Alessio Rovera ottiene la vittoria di classe nella 6 Ore di Spa-Francorchamps, Wadoux diventa la prima donna a vincere una corsa del WEC.
Nello stesso anno esordisce nel Campionato IMSA WeatherTech SportsCar guidando assieme a Nicklas Nielsen e Companc l'Oreca 07 del team AF Corse. Nell'autunno del 2023, partecipa con l'altro ferrarista Robert Švarcman ai rookie test del Campionato del mondo endurance FIA, guidando una Ferrari 499P.
Per la stagione 2024 si trasferisce in Giappone per partecipare alla Super GT300 con la nuova Ferrari 296 GT3 del team PONOS Racing. In coppia con Kei Cozzolino ottiene il secondo posto nella 300 km di Sugo. Inoltre, prende parte alla IMSA WeatherTech SportsCar 2024 dove nella classe LMP2 ottiene la vittoria nella 6 Ore di Watkins Glen. Nel novembre del 2024, prenderà parte ai test della Formula E sul Circuito di Valencia con la Jaguar.

## Risultati
| Stagione | Serie                    | Team                       | Gare | Vittorie | Pole | G/Veloci | Podi | Punti | Pos. |
| -------- | ------------------------ | -------------------------- | ---- | -------- | ---- | -------- | ---- | ----- | ---- |
| 2018     | Peugeot 308 Racing Cup   | JSB Compétition            | 4    | 0        | 0    | 0        | 0    | 0     | NC   |
| 2019     | TCR Europe Touring Car   | JSB Compétition            | 5    | 0        | 0    | 0        | 0    | 0     | NC   |
| 2020     | Alpine Elf Europa Cup    | Autosport GP               | 10   | 0        | 0    | 1        | 0    | 65    | 7°   |
| 2021     | Alpine Elf Europa Cup    | Patrick Roger Autosport GP | 12   | 1        | 0    | 1        | 8    | 156   | 3°   |
| 2022     | WEC - LMP2               | Richard Mille Racing Team  | 6    | 0        | 0    | 0        | 0    | 30    | 12°  |
| 2022     | 24 Ore di Le Mans - LMP2 | Richard Mille Racing Team  | 1    | 0        | 0    | 0        | 0    | -     | 9°   |
| 2023     | WEC - LMP2               | Richard Mille AF Corse     | 6    | 1        | 0    | 0        | 2    | 56    | 8°   |
| 2023     | 24 Ore di Le Mans - LMP2 | Richard Mille AF Corse     | 1    | 0        | 0    | 0        | 0    | -     | NC   |
| 2023     | IMSA - LMP2              | AF Corse                   | 1    | 0        | 0    | 0        | 0    | 250   | 30°  |
| 2024     | Super GT Series - GT300  | PONOS Racing               | 3    | 0        | 0    | 0        | 0    | 7*    |      |
| 2024     | IMSA - LMP2              | Richard Mille AF Corse     | 3    | 1        | 0    | 0        | 1    | 786*  |      |

* Stagione in corso

### Risultati completi WEC
| Anno    | Squadra                   | Classe   | Vettura             | SEB | SPA | LMS | MON | FUJ | BHR |     | Punti | Pos. |
| ------- | ------------------------- | -------- | ------------------- | --- | --- | --- | --- | --- | --- | --- | ----- | ---- |
| 2022    | Richard Mille Racing Team | LMP2     | Oreca 07-Gibson     | 12  | 8   | 6   | Rit | 8   | 8   |     | 30    | 12°  |
| Anno    | Squadra                   | Classe   | Vettura             | SEB | ALG | SPA | LMS | MON | FUJ | BHR | Punti | Pos. |
| 2023    | Richard Mille AF Corse    | LMGTE Am | Ferrari 488 GTE Evo | Rit | 2   | 1   | Rit | 6   | 9   | 9   | 56    | 8°   |
| Legenda |                           |          |                     |     |     |     |     |     |     |     |       |      |

### Risultati 24 ore di Le Mans
| Anno | Team                      | Co-Piloti                         | Auto                | Classe    | Giri | Pos. | Classe Pos. |
| ---- | ------------------------- | --------------------------------- | ------------------- | --------- | ---- | ---- | ----------- |
| 2022 | Richard Mille Racing Team | Sébastien Ogier Charles Milesi    | Oreca 07-Gibson     | LMP2      | 366  | 11°  | 9°          |
| 2023 | Richard Mille AF Corse    | Alessio Rovera Luis Perez Companc | Ferrari 488 GTE Evo | LMGTE Am  | 35   | Rit  | Rit         |
| 2025 | Richard Mille AF Corse    | Custodio Toledo Riccardo Agostini | Ferrari 296 GT3     | LMGTE Pro | 338  | 43º  | 11º         |

### Risultati nel IMSA
| Anno    | Team                   | Classe | Vettura  | 1      | 2      | 3     | 4     | 5   | 6   | 7   | Punti | Pos. |
| ------- | ---------------------- | ------ | -------- | ------ | ------ | ----- | ----- | --- | --- | --- | ----- | ---- |
| 2023    | AF Corse               | LMP2   | Oreca 07 | DAY    | SEB    | LAG   | WGL 6 | ELK | IMS | PET | 250   | 30°  |
| 2024    | Richard Mille AF Corse | LMP2   | Oreca 07 | DAY 12 | SEB 13 | WGL 1 | MOS   | ELK | IMS | PET | 786*  |      |
| Legenda |                        |        |          |        |        |       |       |     |     |     |       |      |

* Stagione in corso.